# Martin Matić
Dr Martin Matić (Sombor, 6. studenog 1876. – Beograd, 27. siječnja 1945.) je bio bački hrvatski politički i kulturni djelatnik.
Rodio se u Somboru koji je onda bio u Kraljevini Ugarskoj. Srednje škole je pohađao u rodnom gradu te u Kalači. Studirao je pravo u Budimpešti. Nakon studija se vratio u rodni grad gdje je radio u struci. Ondje se uključio u sindikate i pokret za radnička prava, gdje se borio za radnička mirovinska i socijalna prava.
U preporodna gibanja se kao buditelj nacionalne svijesti uključio u studentskoj dobi, pridruživši se drugim bunjevačkim Hrvatima koji su se angažirali oko iste stvari. 
Surađivao je s Nevenom i Subotičkim novinama. 
Nakon Prvog svjetskog rata je bio među prvim osobama koje su krenule u borbu za uključivanje južnougarskih krajeva u Kraljevinu SHS. Pokazao se najaktivnijim borcem za uključenje Bajskog trokuta u novu južnoslavensku državu, čiji pregovarači na Pariškoj mirovnoj konferenciji su pokazali nikakvi ili tek slabi interes i to uglavnom iz kurtoaznosti prema tamošnjim bunjevačkim Hrvatima koji su bili prisiljeni sami skrenuti jugoslavenskim pregovaračima pozornost na sebe. Vrlo se angažirao za plebiscit u Bajskom trokutu 1919. godine, no zbog raznih opstrukcija koje su mu došle od strane onih koji su mu trebali biti od pomoći, projekt je propao.
Obnašao je dužnost velikog župana za Baju i Bajski trokut od studenog 1920. do ožujka 1921.
Bio je jednim od bunjevačkih Hrvata koji su odlukom Velikog narodnog savjeta iz Novog Sada od 16. veljače 1919. bili u Narodnom predstavništvu u Beogradu da zastupaju bunjevačke i šokačke Hrvate. Uz njega su tu još bili Blaško Rajić, Ivan Evetović i Stipan Vojnić Tunić.
Poslije je radio u financijskim poslovima u Somboru gdje je radio na osiguranju radničkih financijskih prava.
Kad je početkom Drugog svjetskog rata Horthyjeva revizionistička Mađarska okupirala i pripojila Bačku te krenula s interniranjima i zatočivanjima hrvatskih rodoljuba, ne prezajući ni od odvođenja svećenika (Blaško Rajić, Lajčo Budanović), Matić je, kao i Albe Kuntić, budući je bio sklon vlastima u Beogradu, emigrirao u Srbiju, koja je dospjela pod okupaciju Trećeg Reicha.
U Beogradu je ostao do smrti 1945.

## Vanjske poveznice
- ZKVH  Arhivirana inačica izvorne stranice od 15. svibnja 2009. (Wayback Machine) Pregled povijesti Hrvata u Vojvodini
- (srp.) Gradska biblioteka Karlo Bijelicki, Sombor Tragovi